# اختبار أستراند
اختبار أستراند (بالإنجليزية: Astrand test)‏ هيَ وسيلة لِقياس القبط الأقصى للأكسجين (الحد الأقصى لمعدل استهلاك الأكسجين حيثُ يتم قياسه خلال ممارسة التمارين).